# Electricity (Silk City e Dua Lipa)
Electricity è un singolo del duo musicale anglo-statunitense Silk City e della cantante britannica Dua Lipa, pubblicato il 7 settembre 2018 come primo estratto dalla ristampa del primo album in studio di quest'ultima, Dua Lipa: The Complete Edition.

## Descrizione
Il brano, che ha vinto il Grammy Award per Miglior registrazione dance in occasione della 61ª edizione, è stato scritto da Clément Picard, Diana Gordon, Jacob Olofsson, Leo Rami Dawod, Maxime Picard, Philip Meckseper, Romy Madley Croft, Mark Ronson e Wesley Pentz; mentre la produzione è stata affidata agli ultimi due e ai Picard Brothers.

## Promozione
Dua Lipa ha eseguito la canzone dal vivo all'iHeartRadio Music Festival il 28 settembre 2018 e agli American Music Awards 2018, con One Kiss. Ha cantato il singolo anche al Dick Clark's New Year's Rockin' Eve, insieme a New Rules e IDGAF.

## Video musicale
Il video musicale, diretto da Bradley & Pablo, è stato reso disponibile il 5 settembre 2018 tramite il canale YouTube di Mark Ronson. Le scene del video presentano dei riferimenti al Black Out statunitense del 2003. Ronson e Diplo appaiono nella clip come cameo.

## Tracce
Download digitale
1. Electricity – 3:58

Download digitale (versione acustica)
1. Electricity (versione acustica) – 4:13

Download digitale (remix)
1. Electricity (The Black Madonna Remix) – 4:58

Download digitale (remix)
1. Electricity (Ten Ven Remix) – 4:22

Download digitale (remix)
1. Electricity (MK Remix) – 5:46

Download digitale (remix)
1. Electricity (Alex Metric Remix) – 6:20

## Formazione
- Dua Lipa – voce
- Silk City – produzione
- The Picard Brothers – produzione aggiuntiva

## Successo commerciale
Electricity ha debuttato alla 15ª posizione della Official Singles Chart britannica con 26 272 unità vendute durante i suoi primi sette giorni di disponibilità. La settimana successiva è salito alla 10ª posizione, aggiungendo altre 27 981 unità al suo totale e diventando così la prima top ten dei Silk City e la sesta di Lipa in diciotto mesi. Ha infine raggiunto la 4ª dopo due settimane, grazie ad ulteriori 31 306 unità di vendita.
In Italia è stato il 90º brano più trasmesso dalle radio nel 2019.

## Classifiche

### Classifiche settimanali
| Classifica (2018-19)  | Posizione massima |
| --------------------- | ----------------- |
| Argentina             | 87                |
| Australia             | 22                |
| Austria               | 61                |
| Belgio (Fiandre)      | 6                 |
| Belgio (Vallonia)     | 17                |
| Canada                | 61                |
| Croazia               | 3                 |
| Estonia               | 20                |
| Francia               | 149               |
| Germania              | 64                |
| Grecia                | 21                |
| Irlanda               | 6                 |
| Italia                | 56                |
| Libano                | 9                 |
| Lettonia              | 27                |
| Lituania              | 7                 |
| Norvegia              | 40                |
| Nuova Zelanda         | 25                |
| Paesi Bassi           | 13                |
| Polonia               | 44                |
| Portogallo            | 29                |
| Regno Unito           | 4                 |
| Repubblica Ceca       | 18                |
| Repubblica Dominicana | 34                |
| Romania               | 44                |
| Russia                | 80                |
| Singapore             | 19                |
| Slovacchia            | 13                |
| Slovenia              | 14                |
| Spagna                | 53                |
| Stati Uniti           | 62                |
| Svezia                | 51                |
| Svizzera              | 46                |
| Ungheria              | 13                |

### Classifiche di fine anno
| Classifica (2018) | Posizione |
| ----------------- | --------- |
| Belgio (Fiandre)  | 61        |
| Paesi Bassi       | 93        |
| Classifica (2019) | Posizione |
| Belgio (Fiandre)  | 75        |